# Ingleside on the Bay, Texas
Ingleside on the Bay là một thành phố thuộc quận San Patricio, tiểu bang Texas, Hoa Kỳ. Năm 2010, dân số của xã này là 615 người.

## Dân số
- Dân số năm 2000: 659 người.
- Dân số năm 2010: 615 người.